# 甄贞
甄贞（1958年11月—），女，汉族，河北安平人，中华人民共和国刑事诉讼法学专家、政治人物，北京市人民检察院副检察长，第十三届全国政协常务委员。

## 生平
2008年，当选第十一届全国政协委员，代表无党派人士，分入第十五组。并担任社会和法制委员会专委。2015年2月受聘为国务院参事。2018年1月，当选第十三届全国政协委员。2018年3月，当选第十三届全国政协常委。